# Sân bay quốc tế Donetsk
Sân bay quốc tế Donetsk (tiếng Ukraina: Міжнародний аеропорт "Донецьк") (IATA: DOK, ICAO: UKCC) là một sân bay ở Donetsk, Ukraina. Sân bay này được xây trong giai đoạn thập niên 1940-1950 và được xây lại năm 1973.

## Các hãng hàng không và các tuyến điểm
- Aerosvit Airlines (Kiev-Boryspil, Tel-Aviv, Warsaw)
- Austrian Airlines (Vienna) [1]
- DonbassAero (Aleppo, Athens, Amman, Barcelona, Baku, Beirut, Dubai, Istanbul, Kiev-Boryspil, Larnaca, Moscow-Domodedovo, Moscow-Vnukovo, Munich, Riga, Odessa, Sharm-El-Sheikh, Simferopol, Tel-Aviv, Tbilisi, Thessaloniki, Vienna, Vilnius, Yerevan) [2]
- Lufthansa
  - Lufthansa Regional operated by Lufthansa CityLine (Munich)[3]
- South Airlines (Odessa) [1]
- TbilAviaMsheni (Tbilisi) [1]
- Turkish Airlines (Istanbul-Atatürk) [1]
- Ukraine International Airlines (Kiev-Boryspil)
- UTair (Moscow-Vnukovo, Moscow-Domodedovo)  [1]

## Trận chiến năm 2014

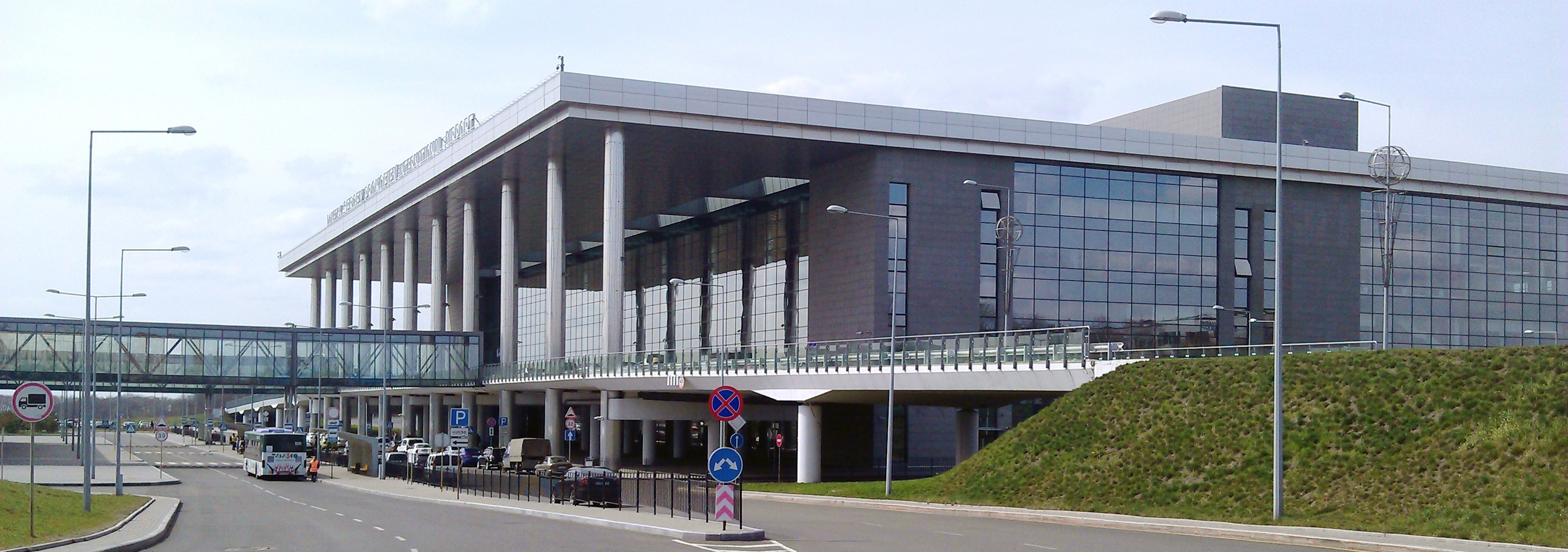
Các nhà ga hàng không trước cuộc nội chiến.

Vào ngày 26 tháng 5 năm 2014, các nhóm thân Nga đã đột kích và giành quyền kiểm soát sân bay ngay sau khi tổng thống mới của ông Petro Poroshenko giành chiến thắng trong cuộc bầu cử tổng thống Ukraine năm 2014. Quân đội Ukraine đã tiến hành các cuộc không kích để giành lại quyền kiểm soát sân bay. 2 thường dân và 38 chiến binh đã thiệt mạng (bao gồm cả những người đã đi để di chuyển thi thể) và quân đội Ukraine đã giành lại quyền kiểm soát địa điểm này. Dịch vụ tại sân bay đã không được phục hồi kể từ trận chiến. Trong khoảng thời gian từ ngày 31 tháng 8 đến ngày 3 tháng 9, giao tranh được nối lại, những người thân Nga đã giành quyền kiểm soát hoàn toàn sân bay vào rạng sáng ngày hôm đó, nhưng quân đội Ukraina lại phát động một cuộc tấn công. Vào ngày 15 tháng 1 năm 2015, cờ Prorussian vẫy tại nhà ga sân bay, những người thân Nga tuyên bố rằng họ kiểm soát 95% sân bay và chỉ còn lại một nhóm nhỏ binh sĩ quân đội Ukraina.